# Julius Petersen (kemiker)
 For alternative betydninger, se Julius Petersen. (Se også artikler, som begynder med Julius Petersen)
Julius Christian Petersen (født 26. februar 1865, Odense - død 16. februar 1931) var en dansk kemiker.
Petersen blev uddannet cand.polyt. 1889, samme år blev han ansat som assistent ved Polyteknisk Læreanstalts kemiske laboratorium og tog en doktorgrad i 1899, efter at han i 1897 havde fået Videnskabernes Selskabs guldmedalje for en opgave om elektrolyse af organiske syrer. I 1902 blev han docent i kemi ved Københavns Universitet, og i 1903 blev han docent i elektrokemi på Polyteknisk Læreanstalt, hvor han var ansat på det kemiske laboratorium indtil han i 1908 blev udnævnt til professor i kemi ved Københavns Universitet. Han arbejdede først og fremmest med elektrolyse af organiske syrers alkalisalte og analytisk kemi. Han udgav også flere kemiske lærebøger.